# 1988 CU1
1988 CU1 är en asteroid i huvudbältet som upptäcktes den 11 februari 1988 av den belgiske astronomen Eric W. Elst vid La Silla-observatoriet.
Den tillhör asteroidgruppen Nysa.